# دولا بانرجی
دولا بانرجی (انگلیسی: Dola Banerjee؛ زادهٔ ۲ ژوئن ۱۹۸۰) کماندار زن اهل هند است.
وی در مسابقات کشوری و بین‌المللی در مجموع برندهٔ ۲ مدال طلا، ۴ مدال برنز شده است.